# Mobipocket
Mobipocket , conocido popularmente como mobi, es un formato para archivos de libro electrónico creado por Mobipocket SA. En el formato de libro digital MOBI marca el contenido, pero no se delimita su formato, que se adapta a los diferentes tamaños de las pantallas de los múltiples lectores de libros electrónicos del mercado.
El formato MOBI está basado en las especificaciones Open eBook. Soporta protección DRM, aunque Mobipocket SA prohíbe que los dispositivos dedicados a lectura que soporten su sistema de DRM soporten cualquier otro sistema DRM.
Los archivos Mobipocket terminan con la extensión .mobi.

## Historia
La primera versión alfa basada en Java del Mobipocket Reader se puso a disposición de los teléfonos móviles el 30 de junio de 2008.
Fue lanzado oficialmente en el año 2000 por la compañía francesa Mobipocket SA. MOBI fue originalmente una extensión del formato PalmDOC al que se añadieron ciertas etiquetas HTML de datos, usando el algoritmo de compresión LZ77. Muchos documentos MOBI todavía usan este formato.
Posteriormente se adoptó un nuevo algoritmo de compresión basado en un código huffman llamado Huff/cdic, que reduce significativamente el tamaño de los documentos, a costa de una mayor lentitud en la compresión.
El formato ha ido variando sus especificaciones a lo largo del tiempo, añadiendo nuevas etiquetas. Por tanto es probable que un lector antiguo no sea capaz de manejar correctamente un nuevo documento.
En abril de 2005 Mobipocket SA fue comprada por Amazon, que se hizo propietaria del formato. Con un ligero cambio en el algoritmo de DRM se creó el formato KF7 (usa la extensión AZW), usado en tienda de Amazon hasta finales de 2011, cuando fue sustituido por el formato KF8 (también usa extensión AZW). Dado que ambos formatos sin DRM son idénticos, el lector de libros electrónicos Amazon Kindle puede leer perfectamente archivos MOBI.
En diciembre de 2011, Amazon notificó oficialmente a los editores de libros que finalizaba el soporte de Mobipocket. El soporte de contenido Mobipocket con DRM comprado previamente por los usuarios sigue siendo incierto ya que actualmente no hay otro lector de libros electrónicos compatible con este método de protección de DRM.

## Lectores

### Dispositivos hardware
- Bookeen Cybook Gen3
- Hanlin eReader / BeBook / EZ Reader
- iRex iLiad
- iRex Digital Reader 1000
- Amazon Amazon Kindle